# 車 (シャンチー)

俥、車の駒

「俥」、「車」（しゃ、拼音: jū ヂィー）は、シャンチー（中国象棋）の駒の1つ。各プレーヤーが2枚ずつ持つ。紅方（先手）は「俥」、黒方（後手）は「車」。「車」の中国語の発音は通常「チゥー（chē）」であるが、駒の名前は「ヂィー」（jū、ㄐㄩ）あるいは「チゥー」（chē、ㄔㄜ）と読むことができる。これらは、主に敵味方を区別して対局の記録を口述するときに使用される。
車はチャリオット（戦車）である。俥の字は敵味方を区別するために使用され、字義は一致しない。

## 走法
「車」は他の駒に邪魔されなければ、縦また横に歩数の制限なく移動することができる。斜めには移動できない。駒を取る方法は移動と同じである。つまり、移動できる場所に相手の駒があれば、取ることができる。
「車」は通常、攻撃力が最高の駒であると見なされ、「一車十子寒」の名称がある（車は盤面の17箇所、全体の約5分の1に利きがある）。残局（エンドゲーム）時に自分の車が盤上にある場合、戦うことに問題はない。自分だけが車を持っている場合、十分に勝つ見込みがある。

## 用語
盤上での車の位置を表わす様々な用語が存在する: 横車、直車、巡河車（車守河頭）、騎河車、肋車、辺車、沈底車（車が相手の底線に移動する）、花心車（車を九宮の中心に置く）、高頭車（高車）、簒位車、兵林車（過河車）など。

## 価値
1枚の車の価値は、2枚の炮（砲）に相当し、1枚の馬（傌）と1枚の炮（砲）より少し高く、2枚の馬（傌）より高い。
北宋時代のシャンチーでは、前進することはできたが、後退することはできず、曲がることもできなかった（日本将棋の香車と同じ動き）。これは当時の馬よりも弱い［当時の馬は擋脚（すなわち拐脚）ルールがなかった］。